# چی اسکندر
چی اسکندر (انگلیسی: Cheye Alexander؛ زادهٔ ۶ ژانویهٔ ۱۹۹۵) بازیکن فوتبال اهل بریتانیا است.
وی همچنین در تیم ملی C فوتبال انگلیس بازی کرده‌است.